# Jason Trusnik
Jason Trusnik (* 6. Juni 1984 in Cleveland, Ohio) ist ein ehemaliger US-amerikanischer American-Football-Spieler in der National Football League (NFL). Er spielte für die New York Jets, die Cleveland Browns die Miami Dolphins, die Minnesota Vikings und die New Orleans Saints als Linebacker.

## College
Trusnik besuchte die Ohio Northern University und spielte für deren Team, die Polar Bears, erfolgreich College Football. 

## NFL

### New York Jets
Da sein College-Team nur in der NCAA Division III, also der dritten Leistungsstufe, spielte, fand er beim NFL Draft keine Berücksichtigung, wurde aber von den New York Jets als Free Agent verpflichtet. Nach 9 Wochen im Practice Squad  kam er in seinem Rookie-Jahr in insgesamt sechs Partien in den Special Teams zum Einsatz, zog sich dann eine Verletzung zu und fiel den Rest der Saison aus. 2008 lief er auch als Linebacker auf. 

### Cleveland Browns
2009 kam er nach vier Spielen für die Jets zu den Cleveland Browns. Er wurde zusammen mit dem Wide Receiver Chansi Stuckey sowie einem Dritt- und einen Fünftrundenpick im nächsten NFL Draft für Braylon Edwards getauscht. Auch bei seinem neuen Team kam er sowohl in der Defense als auch in den Special Teams zum Einsatz.

### Miami Dolphins
2011 wechselte er zu den Miami Dolphins, bei denen er vier Seasons lang blieb und in jedem Spiel zum Einsatz kam, wenn auch selten als Starter.

### Carolina Panthers
Im März 2015 wurde er von den Carolina Panthers verpflichtet, wurde aber noch vor Beginn der Regular Season wieder entlassen.

### Minnesota Vikings
Im November 2015 kam er bei den Minnesota Vikings unter und bestritt für dieses Team acht Partien.

### New Orleans Saints
Am 14. Dezember 2016 wurde Trusnik von den New Orleans Saints als Ersatz für den verletzten Terron Armstead unter Vertrag genommen.
Nach Ende der Spielzeit wurde er in die Free Agency entlassen.
2018 gab Trusnik endgültig seinen Rücktritt vom aktiven Sport bekannt.